# Пилюшенко, Галина
Галина Пилюшенко (17 мая 1945) — советская лыжница, мастер спорта СССР международного класса, серебряный призёр чемпионата мира - 1970.

## Спортивная карьера
Лыжным спортом начала заниматься в 1961 году в Хабаровске. Позже переехала  в Москву, тренировалась в ЦСКА у П.И. Морозова. В сборную команду входила с 1969 г.
Серебряный призёр чемпионатов СССР 1969-1971 гг. в эстафете 4х5км, бронзовый призёр чемпионата страны 1968г. На первенстве страны 1968г. в гонке на 10 км. заняла 4-е место. Призёр ряда всесоюзных и международных состязаний в Лахти (Финляндия) 1968г. в эстафете 3х5 км.
Тренер П.И.Морозов.
На чемпионате мира 1970 года была второй на дистанции 5 км и шестой - на дистанции 10 км..
Получила высшее педагогическое образование.